# Slemfisklika fiskar
Slemfisklika fiskar (Blennioidei) är en underordning i ordningen abborrartade fiskar. Hittills är 6 familjer med 130 släkten och 833 arter kända.

## Familjer
- Slemfiskar (Blenniidae)
- Fjällslemfiskar (Clinidae)
- Tripterygiidae
- Chaenopsidae
- Labrisomidae
- Dactyloscopidae